# Elecciones parlamentarias de Portugal de 1969
Las elecciones parlamentarias de Portugal de 1969 se celebraron el 26 de octubre de ese año. Las elecciones se anunciaron el 12 de agosto y fueron las primeras tras la asunción al poder del primer ministro Marcelo Caetano, nombrado el año anterior para reemplazar a Antonio de Oliveira Salazar, quien había quedado incapacitado después de un accidente cerebrovascular. 
Se permitió la participación de tres listas de oposición: las izquierdistas CDE y CEUD, y la derechista CEM, las cuales serían oficialmente prohibidas el 8 de noviembre. La Union Nacional ganó todos los escaños gracias al fraude electoral. La participación oficial fue del 62,5%.

## Resultados
| Partido                                  | Votos     | %     | Escaños |
| ---------------------------------------- | --------- | ----- | ------- |
| Union Nacional                           | 981,263   | 87.99 | 130     |
| Comisión Democrática Electoral           | 114,745   | 10.29 | 0       |
| Comisión Electoral de Unidad Democrática | 16,863    | 1.51  | 0       |
| Comisión Electoral Monárquica            | 1,324     | 0.12  | 0       |
| Votos nulos/en blanco                    | 1,053     | –     | –       |
| Total                                    | 1,115,248 | 100   | 130     |
| Votantes registrados/participación       | 1,784,341 | 62.5  | –       |
| Fuente: Inter-Parliamentary Union        |           |       |         |